# 128065 Bartbenjamin
128065 Bartbenjamin este un asteroid din centura principală de asteroizi.

## Descriere
128065 Bartbenjamin este un asteroid din centura principală de asteroizi. A fost descoperit pe 19 iulie 2003 la Desert Moon de Berton L. Stevens. Asteroidul prezintă o orbită caracterizată de o semiaxă mare de 2,98 ua, o excentricitate de 0,13 și o înclinație de 7,8° în raport cu ecliptica.